# Indumentaria tradicional de Cataluña
Cataluña ha sido siempre foco de la industria textil, y ha contribuido a la riqueza etnográfica con unos modelos de indumentaria basadas en las costumbres de la región e inspiradas por un gusto señorial.

## Traje masculino
El traje clásico masculino consta de pantalón corto, camisa blanca, chaleco (que suele ser de terciopelo labrado), chaqueta negra de terciopelo, faja, calcetas blancas, alpargatas negras y la barretina en la cabeza.
En algunos lugares de Cataluña se usa pantalón largo, sustituyendo las calcetas.

## Traje femenino
La falda es larga.
El traje de mujer se compone de una falda amplia, jubón de terciopelo negro (que suele tener mangas hasta el codo) y delantal de seda. En la cabeza llevan una redecilla sobre la que se colocan abalorios o cintas negras. 
La falda puede ser de paño o de motivos florales, depende de los pueblos. Lo que también puede variar es el delantal, al que se añade un volante de encaje, así como el jubón, que se sustituye a veces por una chaqueta de seda.